# مايكل ر. أيرز
مايكل ر. أيرز (بالإنجليزية: Michael R. Ayers)‏ هو فيلسوف بريطاني، ولد في 1935.